# Kurowo (Podlachie)
Pour les articles homonymes, voir Kurowo-Kolonia (Podlachie).
Kurowo est un village polonais de la gmina de Kobylin-Borzymy, dans le powiat de Wysokie Mazowieckie, voïvodie de Podlachie, au nord-est du pays.